# اس‌اس آریزونا
اس‌اس آریزونا (به انگلیسی: SS Arizona) یک کشتی بود که طول آن ۴۵۰ فوت (۱۴۰ متر) بود. این کشتی در سال ۱۸۷۹ ساخته شد.